# Hoofdverkeersroute L
De Hoofdverkeersroute L was volgens de lettering van hoofdverkeersroutes de weg van Rotterdam via Gouda, Utrecht, Amersfoort, Zwolle en Assen naar Groningen. Tussen Gouda en Utrecht liep deze weg samen met de Hoofdverkeersroute H en tussen Zwolle en Meppel met de Hoofdverkeersroute M. De weg liep destijds over de rijkswegen 3, 12, 22, 23, 28 en 31. Tegenwoordig wordt deze route ongeveer gevormd door de A20, A12 en A28.

## Geschiedenis
In 1937 werd de hoofdverkeersroute L ingesteld. Deze letter verscheen op de kilometerpalen en hectometerpaaltjes naast de weg. In 1957 werd weglettering vervangen door de Wegnummering 1957. Hierdoor kreeg de route het nummer E36 tussen Rotterdam en Utrecht, E8 tussen Gouda en Amersfoort en E35 tussen Amersfoort en Groningen.    